# Площадь Ала-Тоо
Площадь Ала-Тоо — центральная площадь Бишкека, столицы Кыргызстана.
По её периметру расположены Государственный Исторический музей, памятник Дружбы народов, Дубовый парк с Музеем скульптур под открытым небом и Никольская церковь, старейшее здание города.
С 1984 по 2003 год на площади стоял памятник Ленину, который перенесли на Старую площадь, а на его место поставили скульптуру крылатой женщины «Эркиндик», олицетворяющей свободу. В руке над своей головой она держала тундук, круглый каркас киргизской юрты. В 2011 году вместо неё поставили памятник герою народного эпоса «Айкол Манас», Манасу Великодушному, его бронзовая фигура достигает 10 м. В этом же году установлен памятник Чингизу Айтматову.
В годовщину апрельских событий 2010 года, а также расстрела демонстрации в Бишкеке 2002 года установлен чёрно-белый монумент (2012).
На площади расположен флагшток высотой 100 метров(устан. в августе 2024 г.) с Государственным флагом размером 33×18 метра. Возле него сменяется караул.

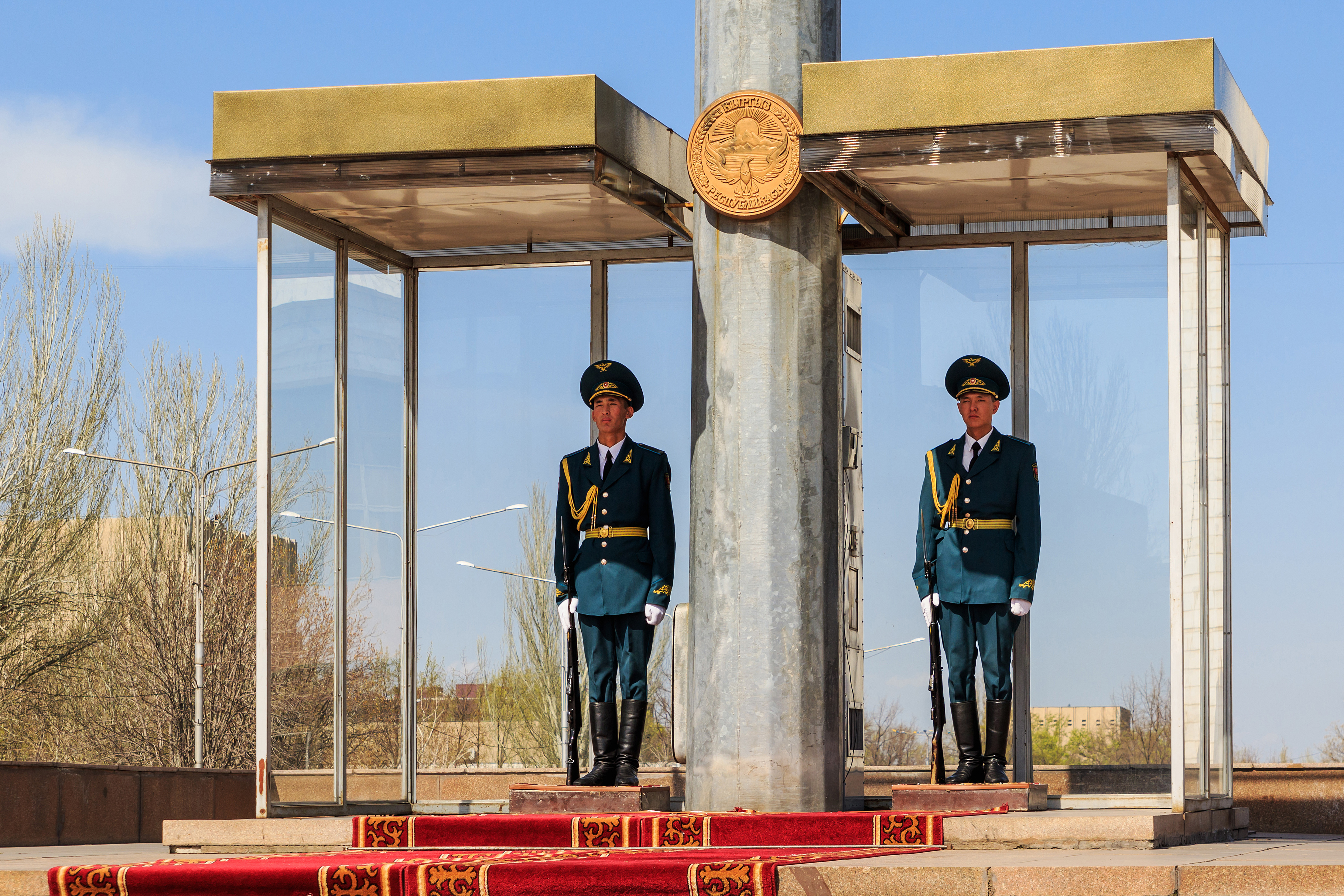
Почётный караул
Государственный исторический музей и статуя Эркиндик
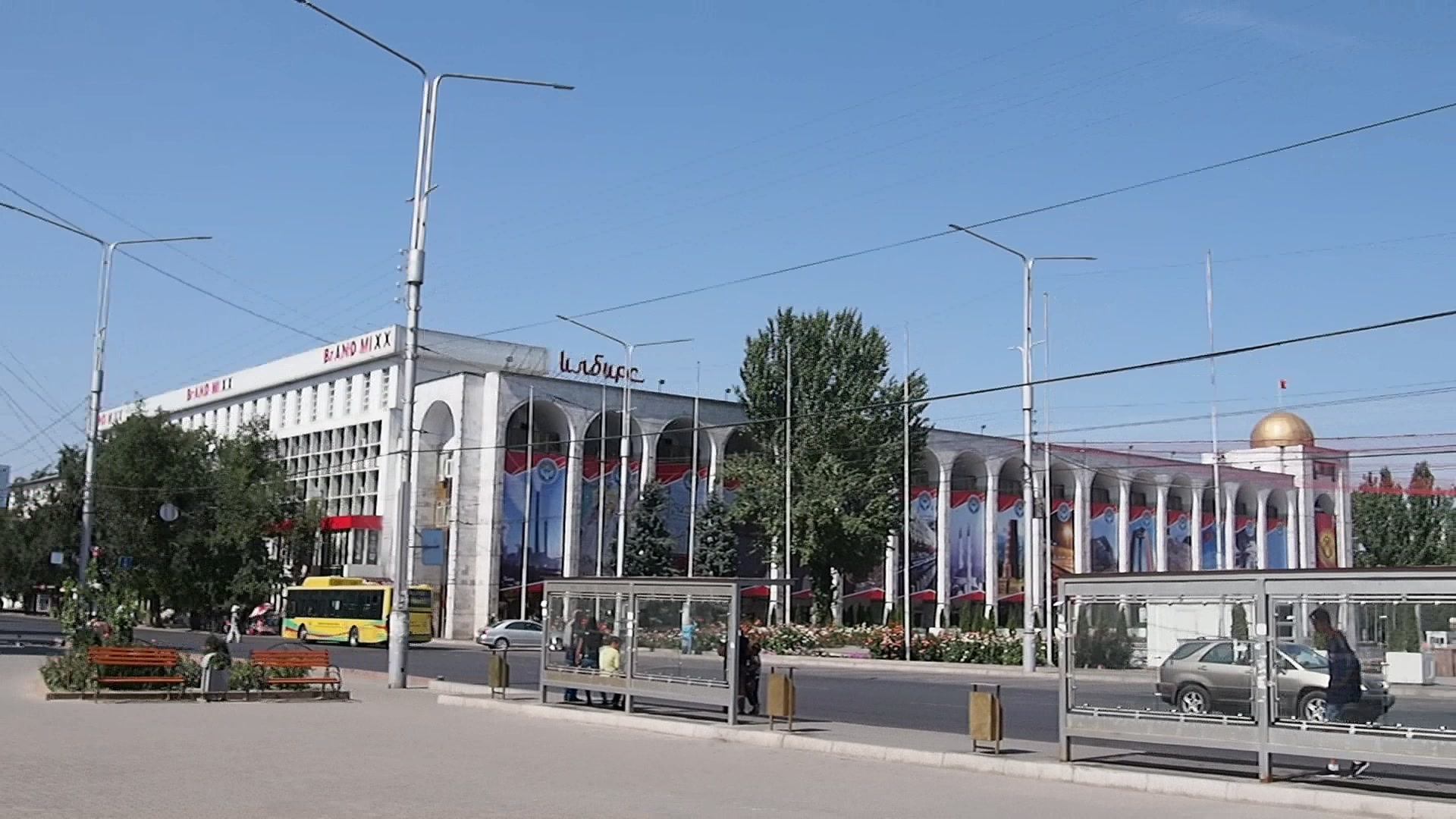